# ツファット

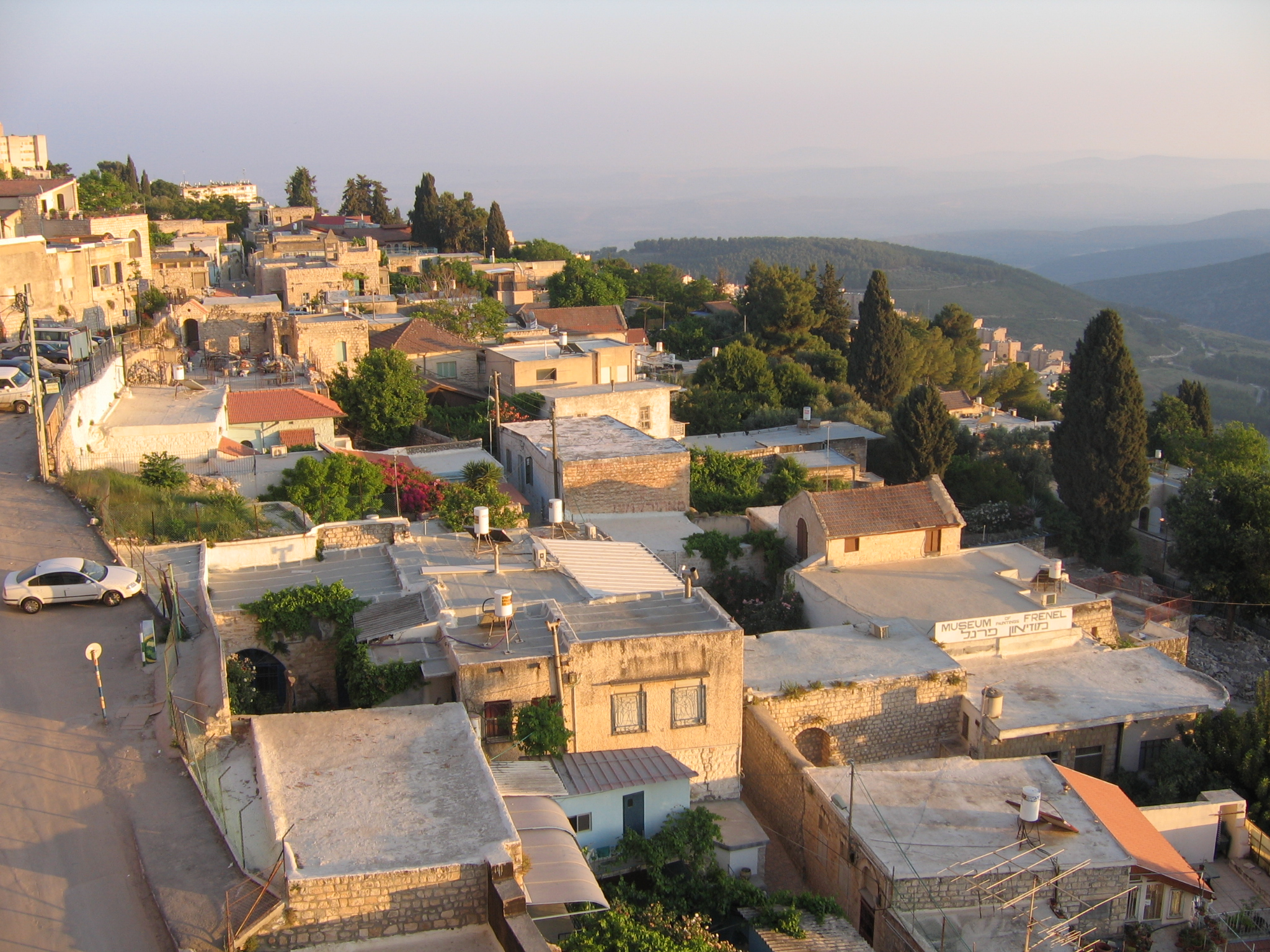
ツファット

ツファット（ヘブライ語: צְפַת‎, Tzəphāt‘, Zefat）は、イスラエル北部・ガリラヤ地方の都市。ガリラヤ湖の北に位置する。アラビア語ではサフェド、サファド（صفد Safad）。ユダヤ教の聖地（四聖都の一つ）。
16世紀以来、ユダヤ教神秘主義・カバラ学の中心地となり、イツハク・ルリア・ヨセフ・カロなどが指導者だった。

## アーティストのコロニー
1950 年代と 1960 年代、サフェットはイスラエルの芸術の中心地として知られていました。.旧アラブ地区に設立されたアーティストのコロニーは、アイザック・フレンケル・フレネル 、ヨスル ベルグナー、モーシェ カステル、メナヘム シェミ、シムション ホルツマン、ロリー シェーファーなど、国中からアーティストを集めた創造性の拠点でした。現在、このエリアには、個人のアーティストやアートベンダーが運営するギャラリーやワークショップが数多くあります。フレンケル フレネル美術館やベイト カステル ギャラリー (モーシェ カステルの旧邸宅内) など、イスラエルの主要な芸術家の歴史的な邸宅を利用した博物館やギャラリーがいくつかあります。

## 音楽文化
前世紀半ば、サフェットには国内トップクラスのナイトクラブが集まり、ナオミ シェマー、アリス サン、その他の歌手のデビュー パフォーマンスが開催されました。現在、ツファットは世界のクレズマーの中心地として称賛されており、世界中からトップミュージシャンが集まるクレズマーフェスティバルが毎年開催されています。ワールドミュージックも同様に。 

## 関連のある人物
- イツハク・ルリア（墓がある）
- アイザック・フレンケル・フレネル (画家)
- ヨセフ・カロ（墓がある）
- マフムード・アッバース
- アブハヴ・シナゴーグ -アルハンブラ勅令によりスペインから追放され、１４９０年代にサフェドにたどり着いたラビ・アブハヴと彼の弟子たちが建てた。

## 姉妹都市
- リール、フランス